# Chcípni o kus dál
Chcípni o kus dál je třetí řadové album kapely Törr.

## Seznam skladeb
1. Chcípni o kus dál
2. Tanec smrti
3. Svatební noc v pohřebním voze
4. Hlad
5. Anal Power
6. Jedu v tom dál
7. Ubij ho
8. Vzpomínky na život
9. O psovi s vyraženým dechem

Z tvejch slz mě kytky uvadaj

tak běž chcípni si o kus dál
refrén titulní písně

## Album bylo nahráno ve složení
- Daniel "Šakal" Švarc – kytara, zpěv
- Vlasta Henych – baskytara, zpěv
- Martin "Melmus" Melmuka – bicí